# Challenger de Asunción 2025
El torneo Paraguay Open 2025 fue un torneo de tenis perteneció al ATP Challenger Tour 2025 en la categoría Challenger 75. Se trató de la 2ª edición; el torneo tuvo lugar en la ciudad de Asunción (Paraguay), desde el 17 hasta el 23 de marzo de 2025 sobre pista de tierra batida al aire libre.

## Jugadores participantes del cuadro de individuales
| Preclasificado | País                 | Jugador                 | Rank1 | Posición en el torneo |
| 1              | Bandera de Brasil    | Thiago Monteiro         | 105   | FINAL                 |
| 2              | Bandera de Colombia  | Daniel Elahi Galán      | 123   | Cuartos de final      |
| 3              | Bandera de Argentina | Román Andrés Burruchaga | 136   | Cuartos de final      |
| 4              | Bandera de Chile     | Tomás Barrios           | 153   | Cuartos de final      |
| 5              | Bandera de Argentina | Facundo Mena            | 188   | Primera ronda         |
| 6              | Bandera de Paraguay  | Daniel Vallejo          | 195   | Semifinales           |
| 7              | Bandera de Perú      | Juan Pablo Varillas     | 198   | Segunda ronda         |
| 8              | Bandera de Bolivia   | Murkel Dellien          | 199   | Primera ronda         |

- 1 Se ha tomado en cuenta el ranking del 3 de marzo de 2025.

### Otros participantes
Los siguientes jugadores recibieron una invitación (wild card), por lo tanto ingresan directamente al cuadro principal (WC):
- Hernando José Escurra
- Santino Núñez
- Pedro Boscardin Dias

Los siguientes jugadores ingresan al cuadro principal tras disputar el cuadro clasificatorio (Q):
- Felix Corwin
- Gustavo Ribeiro de Almeida
- Conner Huertas del Pino
- Mariano Kestelboim
- Lorenzo Joaquín Rodríguez
- Benjamín Torrealba

## Campeones

### Individual Masculino
- Emilio Nava derrotó en la final a  Thiago Monteiro por 7–5, 6–3

### Dobles Masculino
- Vasil Kirkov /  Matías Soto derrotaron en la final a  Guillermo Durán /  Mariano Kestelboim por 6–3, 6–4